# Régiment de Dauphiné
Pour les articles homonymes, voir Régiment de Dauphiné (homonymie).
Le régiment de Dauphiné est un régiment d'infanterie du royaume de France, créé en 1629 sous le nom de régiment de Nettancourt, devenu sous la Révolution le 38e régiment d’infanterie de ligne.

## Création et différentes dénominations
- 26 octobre 1629 : création du régiment de Nettancourt
- 18 décembre 1652 : renommé régiment de Dampierre
- 12 mars 1689 : renommé régiment de Chappes
- 1690 : renommé régiment d'Humières
- 9 février 1702 : renommé régiment de Charost
- 1er octobre 1709 : renommé régiment de Béthune
- 2 avril 1712 : renommé régiment de Saillant
- 1732 : renommé régiment d'Estaing
- 10 mars 1734 : renommé régiment de Noailles
- 29 juin 1744 : renommé régiment de Custine
- 1er février 1749 : renommé régiment de Saint-Chamond
- 11 mai 1762 : renommé régiment de Rosen
- 10 décembre 1762 : renommé régiment de Dauphiné
- 1er janvier 1791 : renommé 38e régiment d'infanterie de ligne

## Colonels et mestres de camp
- 26 octobre 1629 : Louis marquis de Nettancourt[Note 1]
- 7 juin 1638 : Claude comte de Nettancourt de Villers[Note 2]
- 14 avril 1645 : Louis comte de Nettancourt de Villers[Note 3]
- 28 janvier 1648 : Claude comte de Nettancourt de Villers[Note 4]
- 18 décembre 1652 : Henri du Val marquis de Dampierre[Note 5]
- 30 septembre 1669 : Henri du Val comte de Dampierre[Note 6]
- 12 mars 1689 : Louis François d'Aumont marquis de Chappes puis duc d'Humières[Note 7]
- 9 février 1702 : Louis Joseph de Béthune marquis de Charost[Note 8]
- 1er octobre 1709 : Michel François chevalier de Béthune[Note 9]
- 2 avril 1712 : Charles François d'Estaing marquis du Saillant[Note 10]
- 10 mars 1734 : Philippe comte de Noailles[Note 11]
- 29 juin 1744 : Marc Antoine marquis de Custines[Note 12]
- 1er février 1749 : Charles Louis Auguste de La Vieuville marquis de Saint-Chamond
- 11 mai 1762 : Eugène Octave Augustin comte de Rosen[Note 13]
- 3 janvier 1770 : Charles Armand Augustin vicomte de Pons[Note 14]
- 10 mars 1788 : Charles Laure marquis de Mac-Mahon[Note 15]
- 23 novembre 1791 : Charles Le Bœuf[Note 16]
- 13 mai 1792 : Charles Philibert de La Cour de La Gardiolle[Note 17]

## Historique
Le régiment est formé par le marquis Louis de Nettancourt, capitaine au régiment de Vaubécourt, en vertu d'un ordre du 26 octobre 1629, au moment où Louis XIII arme contre Charles-Emmanuel Ier duc de Savoie, certainement avec la compagnie que Louis de Nettancourt commandait dans le régiment de Vaubécourt, et probablement avec d'autres compagnies de ce corps corps, car la famille de Vaubécourt était une grande vendeuse de troupes.
Ce régiment, comme celui de Guyenne, était d'origine lorraine et avait eu pour fondateur un membre de la famille de Nettancourt.
En 1629, son uniforme comprend un habit, veste et culotte blancs, parements, revers, et collet cramoisi, patte en demi-écusson garni de 7 boutons, 3 en hauteur de chaque côté, et un à la pointe de dessous de la manche et du parement fermé par 6 petits boutons, 5 au revers et 3 au-dessous, boutons jaunes no 21. Chapeau bordé de galon blanc. Drapeau Vert pomme.

### Régiment de Nettancourt (1629-1652)

Régiment de Nettancourt
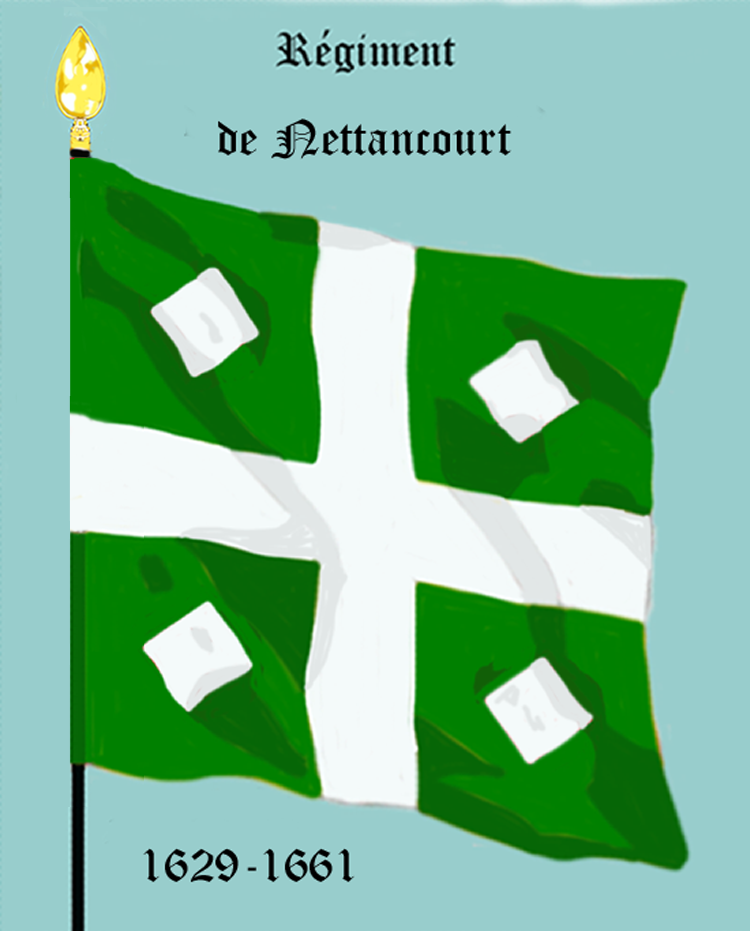

#### Guerre de Trente Ans
En 1631, le régiment fait ses premières armes dans le cadre de la guerre de Trente Ans, au siège de la citadelle de Verdun.
En 1633, on le voit au siège de Nancy
En 1634, il se trouve à la prise de Bitche, de La Mothe, de Saverne et de Haguenau. Il passe ensuite le Rhin, il occupe Mannheim en octobre et marche en décembre au secours d'Heidelberg. A cette période il comprend 14 compagnies.
En 1635, le régiment de Nettancourt prend part à la défaite du duc de Lorraine près de Fresche, en Alsace, aux prises de Spire et de Vaudémont et à la chasse donnée en octobre au général Gallas, qui avait pénétré jusqu'aux confins de la Champagne.
En 1636, on le trouve aux ravitaillements de Colmar et d'Haguenau et au siège de Saverne durant lequel le mestre de camp, Louis marquis de Nettancourt, est blessé d'une mousquetade au cou lors d'un assaut.
L'année suivante, le régiment passe en Flandre et contribue aux prises de Landrecies, de Maubeuge, de La Capelle, ainsi qu'à la défense de Maubeuge.
En 1638, il fait le siège de Saint-Omer. un jour qu'il était chargé de la garde de deux redoutes sur la gauche de Nieurlet, il est vivement attaqué et malgré une belle résistance la première de ces redoutes est emportée par l'ennemi. La seconde qui est conservée était défendue par le capitaine Claude de Nettancourt, qui remplaça, cette année, son frère à la tête du corps. A la fin de 1638, le régiment retourne en Lorraine  et se trouve aux prises de Blamont et de Lunéville, et se met en route, le 26 novembre, pour rallier l'armée du duc de Saxe-Weymar, occupée au siège de Brisach. 

Depuis ce moment jusqu'au traité de Münster en 1648, le « régiment de Nettancourt » est constamment employé en Allemagne et se recrute dans ce pays. Il advint que le corps, au bout de peu de temps, ne compta plus dans ses rangs que des soldats de langue allemande. Aussi Mazarin voulut le congédier. Mais sur la menace du mestre de camp, qui n'était pas un sujet français, et qui annonçait l'intention de conduire le régiment au duc de Lorraine, il consentit à capituler et à mettre ce régiment sur le pied d'égalité avec les troupes weymariennes et suédoises, qui composaient la majeure partie de l'armée entretenue par la France, au-delà du Rhin, et à lui accorder la paye étrangère, qu'il a conservée
jusqu'en 1687.

En sa qualité de régiment lorrain, le « régiment de Nettancourt » prit en même temps l'écharpe verte et des drapeaux verts marqués d'un losange blanc dans chaque quartier. Lorsque l'uniforme fut donné aux troupes, cette couleur verte a été rappelée dans l'habillement du corps qui, pendant longtemps, s'est ainsi distingué de tous les autres. Il avait habit et veste blanc ou gris-blanc, avec le collet et le parement vert clair ; boutons et galon de chapeau dorés ; 3 boutons sur le parement et 7 sur la poche, coupée en écusson. Ce n'est que sous Louis XV que la couleur distinctive verte est remplacée par la couleur rouge. En 1776, on lui donna les revers et les parements cramoisis avec le collet bleu de roi.
Après la prise de Brisach, en 1638, le « régiment de Nettancourt » est mis en garnison à Kreutznach.

En avril 1639, il fournit un détachement pour le secours de Bingen.
Dans les premiers jours de janvier 1640, il participe à ce fameux passage du Rhin, effectué au moyen de trente petits bateaux, et qui dura huit jours et huit nuits. Il est alors établi à Wetter,
et rejoint en mai l'armée du général suédois Bannier.
Le 17 janvier 1642, l'unité prend une part glorieuse à la défaite des Impériaux à Kempen (en) puis il occupe Kempen jusqu'à la belle saison. Il se trouve ensuite à la prise d'assaut de Nickenich et à quelques affaires secondaires, et il prend ses quartiers d'hiver dans le Brisgau.
En 1643, il sert en Souabe, sous le commandement du maréchal de Goësbriand, et il ouvre la tranchée devant Rothweil  il fait des prodiges à l'assaut du 17 novembre et Rothweil capitule le 19. Goësbriand , mortellement blessé durant ce siège, est remplacé par le comte de Rantzaw, qui se fait battre à Dutlingen. Le régiment soutint à l'arrière-garde les efforts
du vainqueur.
L'année suivante, le « régiment de Nettancourt » est à la bataille de Fribourg, qui dure quatre jours. Le régiment contribue ensuite aux conquêtes de Philippsbourg, de Worms, de Mayence, de Landau, de Manheim, de Neustadt, au secours de Spire et de Baccharat, et à la prise du château de Kreutznach. Il passe l'hiver à Kreutznach.
En 1645, conduit par Louis de Nettancourt, qui vient de succéder à son père, le régiment se trouve à l'escalade de Germersheim, à la prise de Stuttgart, à la défaite de Mariendal, à la conquête de Rothembourg et à la victoire disputée de Nordlingen.
Il demeure inactif pendant la campagne de 1646.
En 1647, il fait les sièges de Tubingen, d'Aschaffembourg et de Darmstadt, et vient prendre ses quartiers sur le Rhin. Le mestre de camp étant mort cet hiver, le régiment est repris par son père.

#### Guerre franco-espagnole - La Fronde
Malgré sa composition allemande, le « régiment de Nettancourt », résiste aux séductions de Turenne, qui se déclarait contre la Cour. Cette conduite est peut-être la vraie cause de son maintien sur pied, dans un temps où tant d'autres corps étaient supprimés. Après la prise de Münster, il est appelé des bords du Rhin à l'armée de Flandre.
En 1649, dans le cadre de la guerre franco-espagnole, il se trouve à la prise de Condé.
En 1650, il sert sous le maréchal du Plessis-Praslin et combat à Rethel.
En 1651, il passe l'année  dans le Nord.
En 1652, il est aux ordres de Turenne, raccommodé avec Mazarin et fait le siège d'Étampes et combat au faubourg Saint-Antoine. Il se fait remarquer le jour où Turenne, cerné par l'armée lorraine dans son camp de Villeneuve-Saint-Georges, faillit être pris dans cette occasion, le « régiment de Nettancourt » avait
combattu à l'arrière-garde avec beaucoup de résolution.

### Régiment de Dampierre (1652-1689)

Régiment de Dampierre
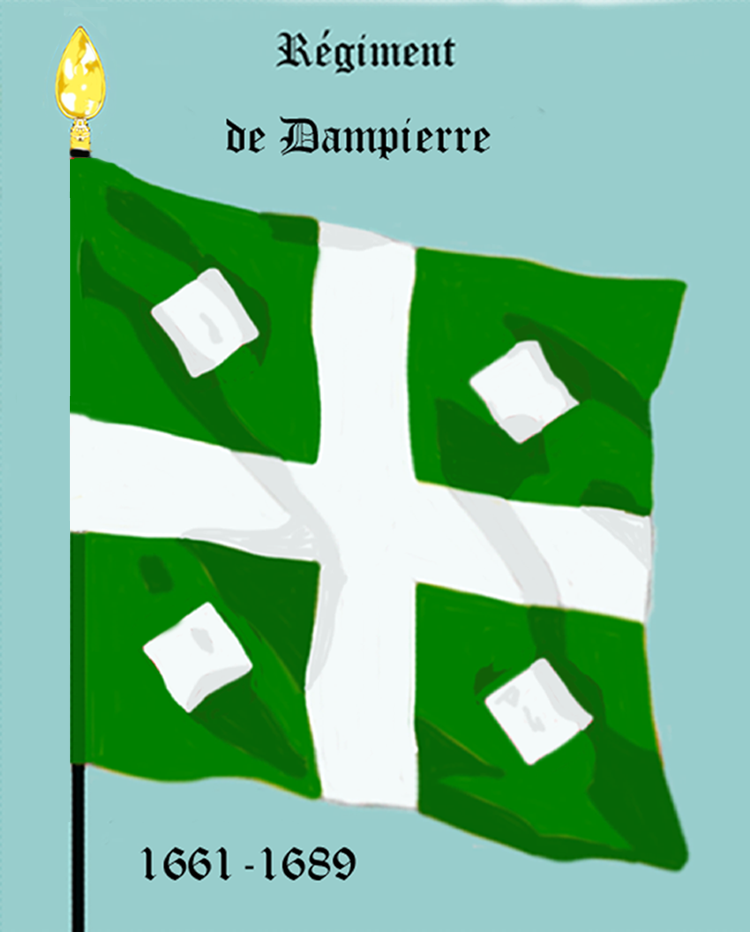

#### Guerre franco-espagnole - La Fronde
En 1653, devenu « régiment de Dampierre » le 18 décembre 1652, le régiment fait les sièges de Vervins, de Rethel, de Mouzon et de Sainte-Ménehould. Il se signale le 23 novembre au dernier de ces sièges, en emportant une demi-lune, et en mettant le même jour dans une affreuse déroute un gros corps de cavalerie du prince de Condé, qui voulait le forcer dans ses quartiers. Le régiment reste en garnison à Sainte-Menehould jusqu'à l'ouverture de la campagne de 1654.
En 1654, il est alors employé au siège de Stenay, à l'attaque des lignes espagnoles devant Arras, et il fait, le 25 octobre, l'investissement de Clermont-en-Argonne en prenant son quartier au village d'Auzéville. Après la prise de cette place, il retourna à Sainte-Menehould, et y passe l'hiver.
En 1655, le « régiment de Dampierre » reparaît en Flandre et fait le siège de Landrecies durant lequel le mestre de camp, Henri du Val marquis de Dampierre, est contusionné par un boulet. Il sert encore cette année à la prise de Condé et de Saint-Ghislain.
En 1656, il partage le désastre de l'armée devant Valenciennes.
L'année suivante on le voit au siège de Montmédy.
En 1658, après la bataille des Dunes, il est rappelé en Flandre et fait les sièges de Gravelines et d'Audenarde, et demeure en garnison à Audenarde jusqu'au 25 février 1660, jour de la remise de cette place aux Espagnols, en vertu du traité des Pyrénées.
Le régiment est alors envoyé en Champagne et était compris dans le nombre des corps qui devaient être licenciés. Cette mesure fut mal reçue par les officiers et soldats, qui étaient, on l'a vu, en grande partie allemands, et qui restèrent, malgré le commissaire des guerres, assemblées dans leurs quartiers. Ceux-ci se trouvaient placés autour des terres du marquis de Dampierre, qui fournissait à ses hommes le moyen de subsister. Les officiers surent enfin si bien faire valoir auprès de Mazarin les services du régiment, que celui-ci fut maintenu sur le pied de 4 compagnies de 100 hommes.

#### Guerre de Dévolution
En 1667, dans le cadre de la guerre de Dévolution, le « régiment de Dampierre » est porté à 11 compagnies par l'incorporation de 7 compagnies allemandes qui avaient été conservées comme garnisons de places. Pendant la campagne de Flandre, il demeure au camp assemblé sous Rocroi pour la sûreté de la frontière de Champagne.

#### Guerre de Candie
En 1669, dans le cadre de la guerre de Candie qui oppose la république de Venise à l'Empire ottoman depuis 1645, le colonel est envoyé avec les compagnies allemandes pour aller au secours de Candie, durant lequel le régiment fait des prodiges de valeur, en particulier à la sortie du 25 juin 1669, et durant lequel le mestre de camp Henri I du Val marquis de Dampierre est tuer.
La portion du régiment de Dampierre qui l'avait suivi à Candie est complètement détruite, de sorte que le corps, devenu la propriété du fils, Henri II du Val comte de Dampierre se trouve réduit à 4 compagnies.
L'ordonnance de 1670, qui fixe le rang des régiments d'infanterie, assigne au « régiment de Dampierre » le no 23.

#### Guerre de Hollande
En 1671, le régiment est porté à 16 compagnies.
En 1672, dans le cadre de la guerre de Hollande il fait partie de l'armée des Pays-Bas.
En 1674, 12 compagnies étaient en garnison à Grave, quand le général Rabenhaupt (en) vient mettre le siège devant cette place. C'est de ce siège que date surtout la réputation du corps. À la sortie du 30 août, une compagnie enlève à l'ennemi, en plein jour, 130 hommes et 3 drapeaux. Le 28 septembre, une autre compagnie prend ou tue 200 hommes aux Alliés. Après la capitulation de Grave, le gros du régiment est mis en garnison à Charleroi.
En octobre 1675, il quitte Charleroi, contribue à la prise de Thuin-sur-Sambre et est chargé de garder ce poste. Le reste du corps, qui avait toujours marché avec Turenne, se trouve aux combats de Turckheim et d'Altenheim.
En 1676, le « régiment de Dampierre » est en entier à l'armée de Flandre. Il participe aux prises de Condé, de Bouchain et d'Aire.
En 1677, il est envoyé sur le Rhin, et fait le siège de Fribourg.
L'année suivante, il se distingue au combat de Seckingen et à la réduction de Kehl. Le « régiment de Dampierre » reste sur la rive gauche du Rhin pour protéger le passage de l'armée et détruire le pont. Le 16 septembre, des troupes de Strasbourg attaquent 9 escadrons français qui côtoyaient les glacis. Le régiment accourut au secours de la cavalerie et rejette les Strasbourgeois dans leurs chemins couverts.
En 1679, le régiment fait encore la campagne sur cette frontière, et se trouve au combat de Minden.

#### Guerre des Réunions
En 1684, il est engagé dans la guerre des Réunions et fait partie de l'armée de Roussillon, commandée par le maréchal de Bellefonds. Le 11 mai, il est au combat du Ter, et le 21, se trouvant le plus ancien régiment présent, il ouvre la tranchée devant Gérone. Le jour de l'assaut il est chargé d'une fausse attaque. L'ardeur des soldats la rendit réelle. Ils commencent par s'emparer de la demi-lune qui se trouvait devant eux et, pour arriver aux brèches, ils franchissent plusieurs fossés, un marais et un ruisseau guéable, mais dans lequel les Espagnols avaient mis des planches garnies de clous, et ils arrivent jusqu'à la place de la ville, où ils trouvent le peuple et la garnison réunis et résolus à se défendre. Malheureusement cet acte d'audace n'était pas entré dans le plan des généraux. Le régiment n'étant pas soutenu, il doit reculer devant une force supérieure. 
Le « régiment de Dampierre » est renvoyé dans le Roussillon pour se rétablir. Chemin faisant, le 18 juin, une compagnie de 100 hommes, détruit une bande de miquelets, aux environs de Campredon.
 
Le régiment reste en garnison à Perpignan jusqu'en 1686.
Cette année, il est dirigé sur les Alpes pour y faire la guerre aux Barbets.
En 1688, il est en garnison à Casal.

### Régiment de Chappes (1689-1690)

Régiment de Chappes
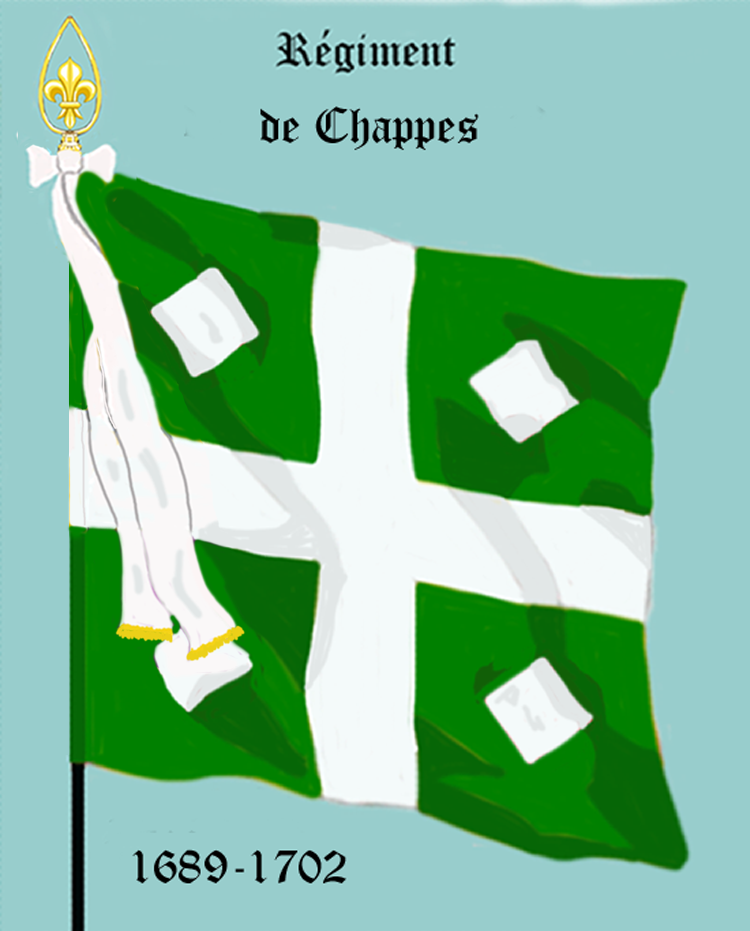

#### Guerre de la Ligue d'Augsbourg
En mars 1689, alors qu'il vient de prendre le nom de « régiment de Chappes » il retourne à l'armée de Roussillon. Il débute la guerre de la Ligue d'Augsbourg au mois de mai 1689 par le siège de Camprodon, puis il y revient en septembre pour secourir de cette ville. Pendant toute cette année, ses grenadiers font une guerre acharnée aux miquelets.

### Régiment d'Humières (1690-1702)

#### Guerre de la Ligue d'Augsbourg
En 1690, le « régiment de Chappes » devient « régiment d'Humières » car son mestre de camp, membre de la famille d'Aumont, changea son titre et devint duc d'Humières, en épousant Anne-Louise-Julie de Crevant duchesse d'Humières, la fille du maréchal d'Humières. Le régiment est appelé en Flandre, et combat à Fleurus.
En 1691, il se trouve au siège de Mons et assiste au combat de Leuze et hiverne à Staden, entre Furnes et Menin.
Au début de 1692, il est rejoint par un 2e bataillon qui venait d'être formé à Montreuil, avec des détachements des régiments de Feuquières, de Brie, de Dauphiné et de Bassigny. Au début de la campagne, il se réunit à Menin et se rend au siège de Namur. Il se trouve plus tard à la bataille de Steenkerque et au bombardement de Charleroi.
En 1693, le « régiment d'Humières » fait partie de la brigade de Navarre, et combat à Nerwinden. Au siège de Charleroi, la 1re compagnie de grenadiers est chargée de l'attaque du chemin couvert et s'y comporte vaillamment.
En 1695, le régiment assiste au bombardement de Bruxelles tout en ayant dans le même temps quelques compagnies détachées à Dunkerque, qui est bombardée en juillet par les Anglais.
En 1696, le régiment est envoyé en Italie, et prend part au siège de Valenza.
En 1697, revenu en Flandre, il fait le siège d'Ath
En 1698, il est au camp de Compiègne, et tient ensuite garnison à Calais.

#### Guerre de Succession d'Espagne
En 1701, dans le cadre de la guerre de Succession d'Espagne, le 1er bataillon occupe, Aarschot, pour le roi d'Espagne.

### Régiment de Charost (1702-1709)

Régiment de Charost
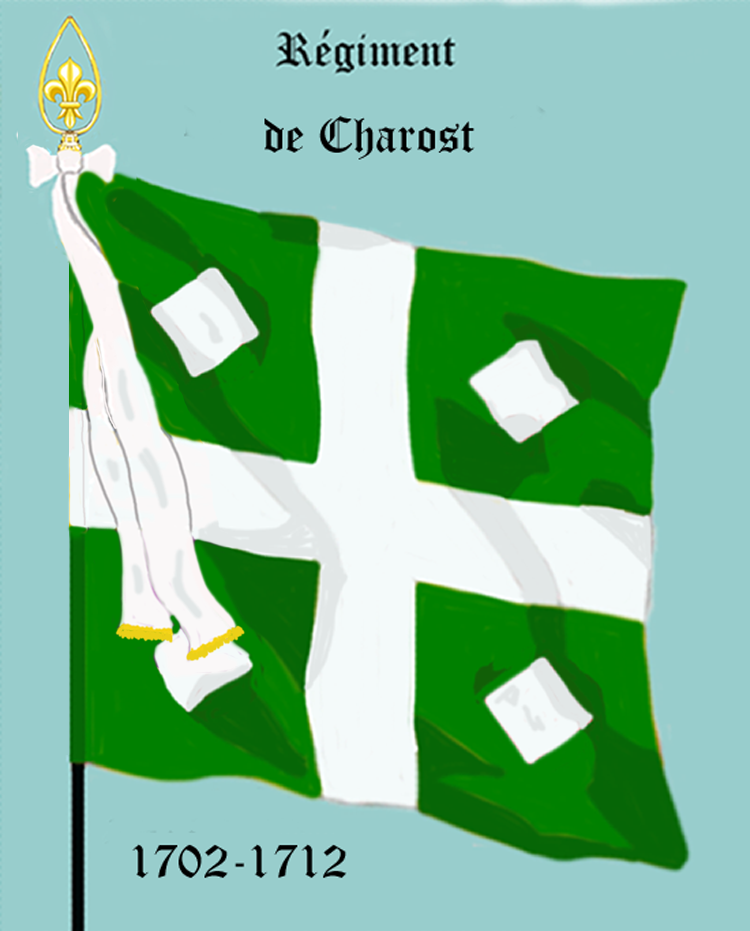

#### Guerre de Succession d'Espagne
En 1702, le régiment presque entier, avec son nouveau colonel, Louis Joseph de Béthune marquis de Charost, est mis en garnison à Liège. Le reste du corps est jeté dans Kaiserswerth et s'y défend intrépidement. Après l'expédition de Boufflers sur Nimègue, les deux bataillons sont réunis dans la citadelle de Liège, où ils sont bientôt assiégés. La brèche se trouve praticable le 22 octobre, et l'ennemi livre l'assaut. Le 2e bataillon le repousse deux fois, à la 3e attaque, l'ennemi ayant pénétré par un autre côté dans la citadelle, le bataillon est pris entre deux feux et perd 300 hommes. Les débris du régiment, faits prisonniers de guerre, inhumainement traités et volés, sont envoyés en Hollande, et échangés, en 1703, contre les soldats alliés fait prisonniers au combat d'Eckeren.
A leur retour en France, ils sont dirigés sur Béthune, désigné comme quartier d'assemblée et ils y sont rejoints par 400 hommes, dont une centaine venait de la défense de Bonn et les autres sortaient des hôpitaux ou des lignes de Gand, qui avaient servi de refuge aux hommes qui étaient parvenus à s'échapper de Liège.
En 1704 le « régiment de Charost » fait la campagne en Flandre, et il va sur le Rhin au-devant des débris de l'armée de Bavière.
En 1705 il sert au siège d'Haguenau.
En 1706, il participe au secours du Fort-Louis, aux prises de Drusenheim, de Lauterbourg et de l'île du Marquisat.
En 1707, il accompagne le maréchal de Villars dans son expédition de Souabe et de Franconie, et contribue à la prise de Schorndorf, où il est laissé en garnison. A la fin de cette année, il revient en Flandre.
En 1708, il se trouve à la bataille d'Audenarde. Après la déroute de l'armée, on l'envoie avec le régiment de Navarre dans l'île de Cadzand, et, pendant le siège de Lille, il fait partie du camp de Meldert. Pendant les mois d'octobre et de novembre, il relève les fortifications de La Bassée, et il achève l'hiver à Saint-Omer.
En 1709, on le trouve, toujours avec le régiment de Navarre, à la prise de Warneton, et trois mois après il combat avec vigueur à Malplaquet. Sa brigade, placée dans les bois de la gauche, soutient le choc de deux grosses colonnes alliées, où se trouvaient les bataillons des Gardes anglaises. Le 2e bataillon du régiment ouvre sur l'une de ces colonnes un feu si vif, que ces Anglais se retirent hors de portée. Ils revinrent bientôt avec plus d'ordre et d'assurance, et osent planter leurs drapeaux sur les retranchements qui couvraient le régiment. Celui-ci leur en prit deux, et les repousse encore une fois, mais enveloppée bientôt par de nouvelles troupes, et demeurée seule sur le point où elle combattait, la « brigade de Charost » bat en retraite en s'ouvrant un passage à la baïonnette et rejoint le gros de l'armée. Là, le régiment fournit encore trois charges, dans l'une desquelles est tué, au milieu des débris du corps, le colonel Louis Joseph de Béthune, marquis de Charost. Le régiment se retire à Péronne et à Doullens.

### Régiment de Béthune (1709-1712)

#### Guerre de Succession d'Espagne
En 1710, le lieutenant général comte Albergotti, qui avait été témoin de sa valeur à Malplaquet, le demanda pour la défense de Douai, dont il avait le commandement.
Le régiment, qui portait alors le nom de régiment de Béthune, s'efforça de justifier cette bonne opinion, pendant les 52 jours que dura le siège de Douai. Il se signale à la sortie du 8 mai, à la défense de la demi-lune et à l'assaut du 23 juin. Ce siège, qui se termina par la capitulation la plus honorable, coûta au corps plus de 300 hommes, si bien que pendant le reste de la campagne, il ne put fournir qu'un bataillon. Il prend ses quartiers d'hiver à Reims.
En 1711, il est envoyé sur le Rhin et il y demeure deux ans sur la défensive.

### Régiment de Saillant (1712-1732)

Régiment de Saillant
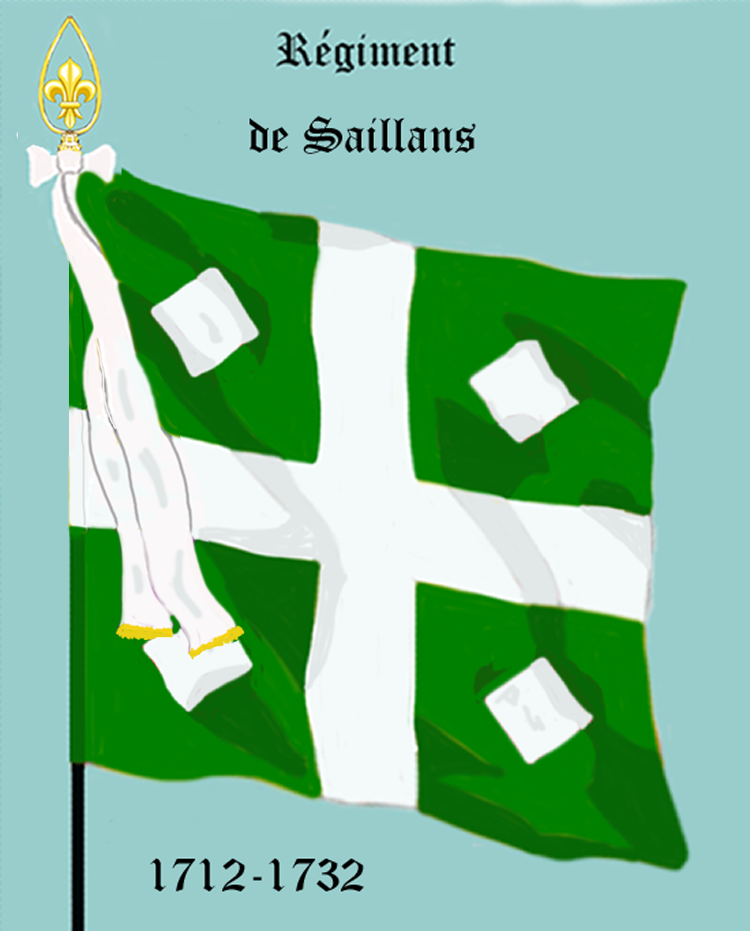
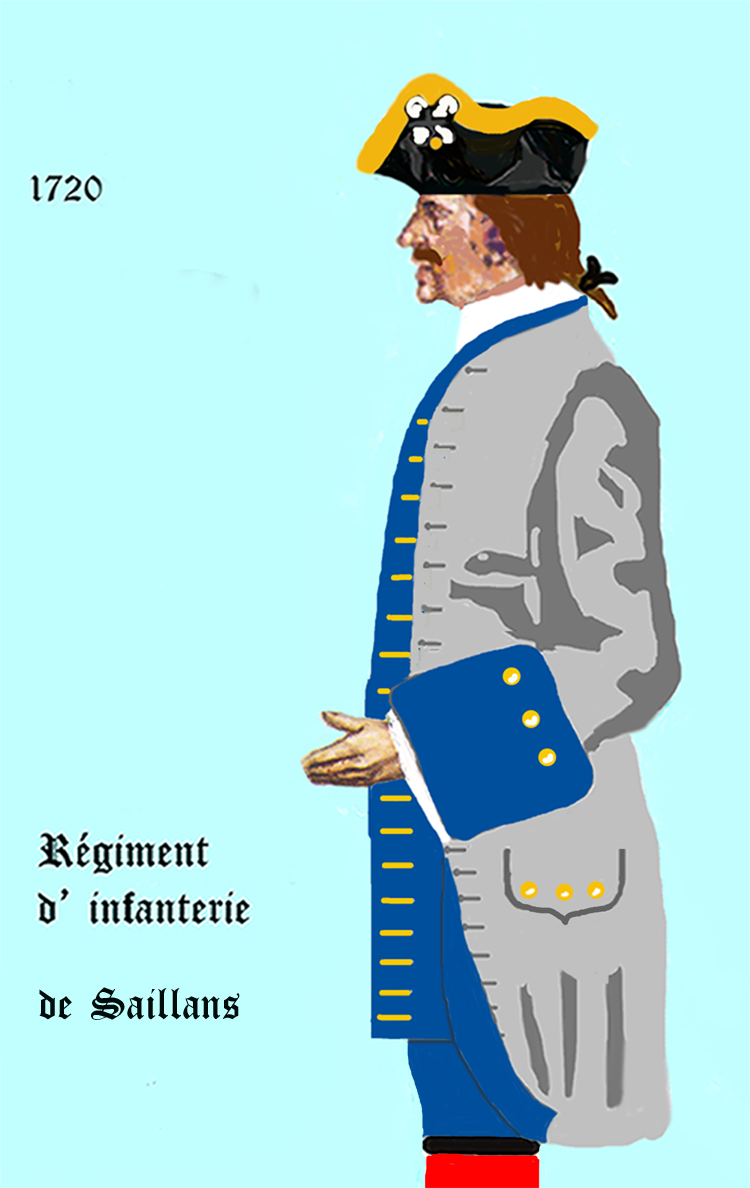

#### Guerre de Succession d'Espagne
Devenu « régiment de Saillant » en avril 1712, il ouvre, en 1713, la tranchée devant Landau. Au mois de septembre, il prend part à l'attaque du camp retranché du général Vaubonne, établi dans les montagnes au-dessus de Fribourg, et il y engage un combat opiniâtre dont il sort vainqueur. Il ouvre ensuite la tranchée devant Fribourg avec les Gardes françaises, et ses grenadiers y repoussent plusieurs sorties. La 2e compagnie de grenadiers emporte le chemin couvert.

#### Guerre de la Quadruple-Alliance
Le « régiment de Saillant » était en garnison à Bayonne au moment de la conspiration de Cellamare. Le colonel est mis à la Bastille en même temps que le colonel de Richelieu, pour avoir prêté l'oreille aux propositions de l'Espagne et promis, dit-on, de livrer Bayonne. Engagé dans la guerre de la Quadruple-Alliance, qui fut déterminée par cette intrigue, le régiment fait, en 1719, les sièges de Fontarabie, de Saint-Sébastien, d'Urgell et de Roses.

### Régiment d'Estaing (1732-1734)

Régiment d'Estaing
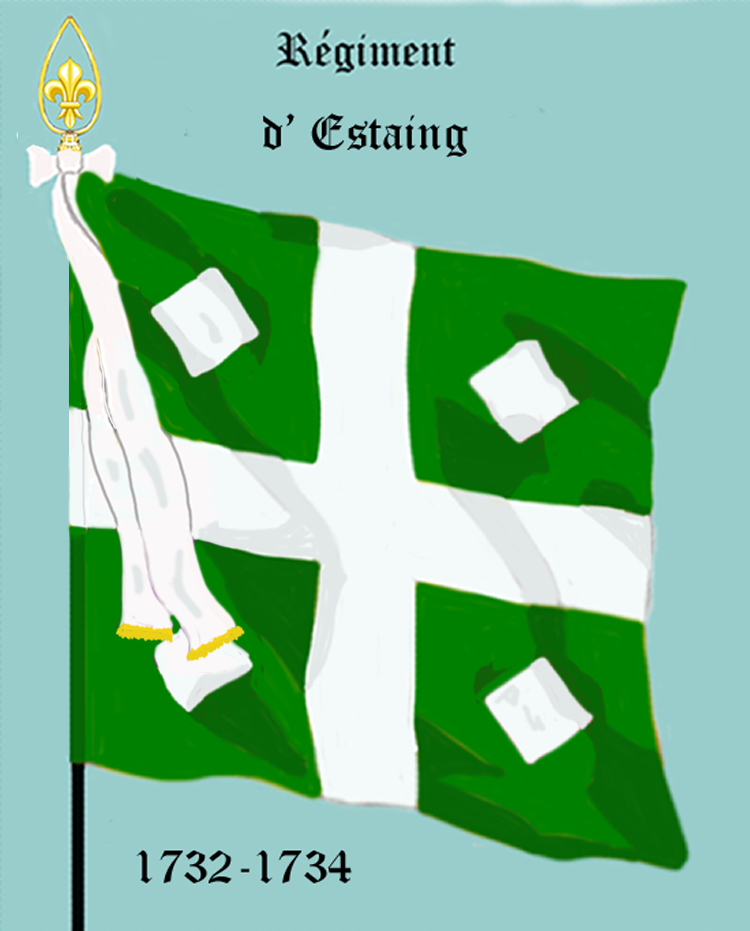

#### Guerre de Succession de Pologne
En 1732, le marquis du Saillant se fait appeler le comte d'Estaing. C'est donc sous le nom de « régiment d'Estaing », augmenté d'un 3e bataillon, qu'il fait partie, en 1733, de l'armée
du Rhin et engagé dans la guerre de Succession de Pologne.

### Régiment de Noailles (1734-1744)

Régiment de Noailles
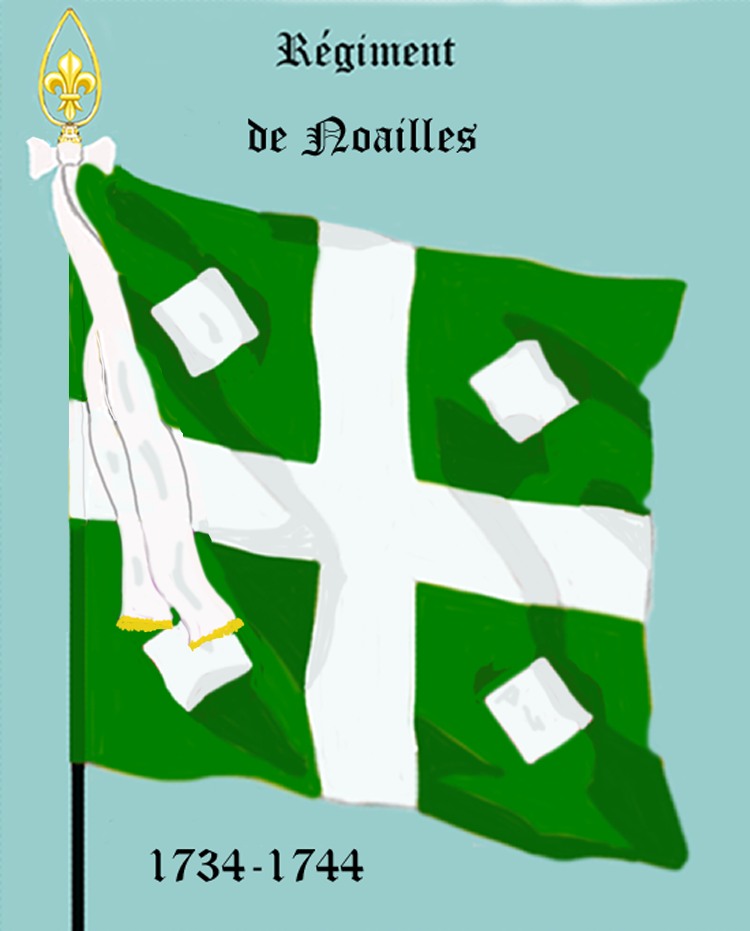
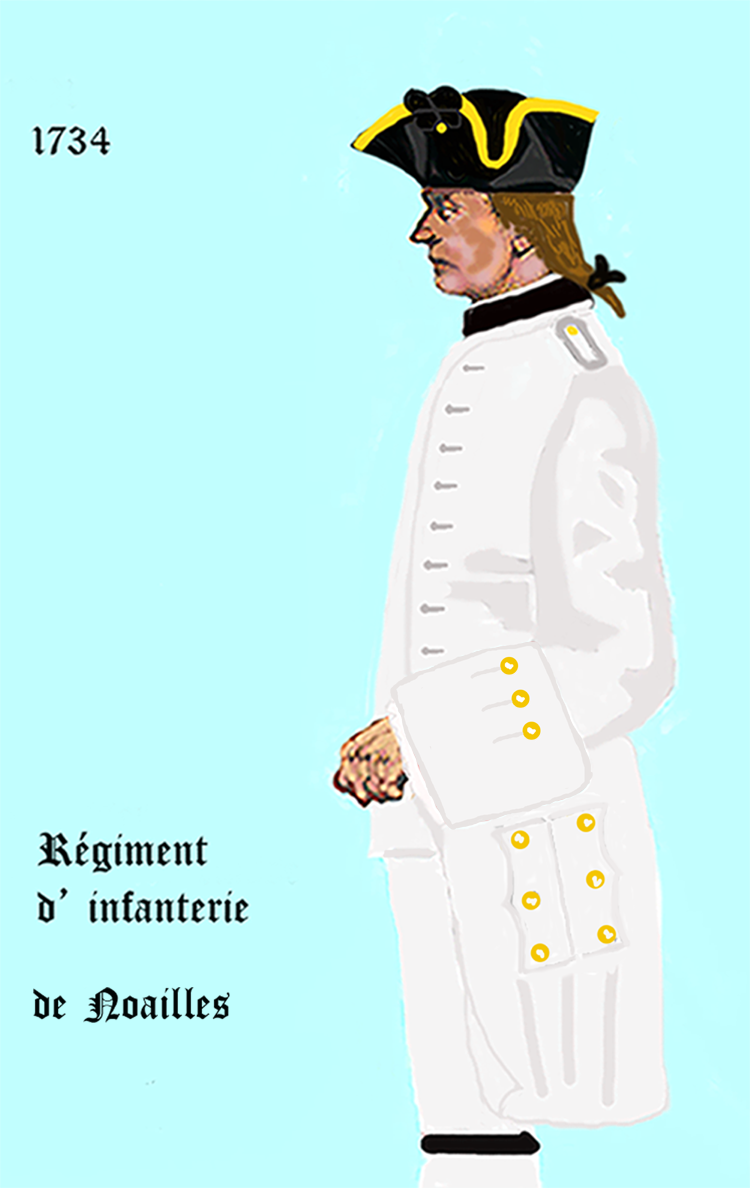

#### Guerre de Succession de Pologne
En 1734, devenu la propriété de Philippe comte de Noailles, les deux premiers bataillons du « régiment de Noailles » perdent une centaine d'hommes au siège de Philippsbourg. A l'attaque des lignes d'Ettlingen, le jeune colonel entre le premier, l'épée à la main, dans les retranchements de l'ennemi. Les 3 bataillons sont réunis à Colmar à la fin de la campagne .
En 1735, ils ont leurs quartiers à Kehl et Neuf-Brisach.

#### Période de paix
En 1737, le « régiment de Noailles » est envoyé en Languedoc, occupant d'abord les quartiers de Montpellier, Nîmes et Alais, qu'il quitte en octobre pour aller dans les places du Roussillon en particulier Perpignan.
En 1738, il est composé de 3 bataillons, 120 officiers, 2530 soldats, sergents et tambours avec 9 drapeaux, dont un blanc Colonel et 8 d'ordonnance tous verts, avec une losange blanche dans chaque carré et croix blanches. Son uniforme est composé d'un habit complet gris blanc, boutons de cuivre unis et ronds, et chapeau bordé d'or.
En 1739 et 1740, il est partagé entre les différentes villes des Cévennes.
En 1741 le régiment est réuni à Besançon.

#### Guerre de Succession d'Autriche
En 1742 il est à Strasbourg, et c'est de là qu'il part au mois d'avril pour la Bavière et arrive en mai sur le Danube. 500 hommes, chargés de s'emparer d'un pont sur le fleuve aux environs du château
de Hickerberg, tombent dans une embuscade qui leur eût été funeste si le comte de Noailles n'était venu les dégager avec le reste du régiment. Le colonel charge cinq fois l'ennemi, rétablit l'ordre, et rentre au camp. Pendant les deux mois qui suivent, le « régiment de Noailles » est au camp de Nieder-Altach. En septembre, il se met en marche pour se rapprocher de la Bohême. Il achève la campagne sous le commandement du comte de Saxe, et se trouve à la prise de Plan, à l'attaque des défilés de Mehringen et de Falkenau, à la réduction d'Elnbogen, de Caden et à l'affaire de Closterlée. Il passe l'hiver aux environs de Deggendorf.
Dans les premiers jours de 1743 il se met en retraite et fait des combats d'arrière-garde, sauvant un jour, par son intrépidité, un parc de dix bouches à feu. Lorsqu'il arrive à Verdun, il ne compte plus que 500 hommes aux drapeaux. Le roi, satisfait de ses services, lui accorde des miliciens et il put se remettre en campagne. Il se trouve, à la bataille de Dettingen, à la gauche de la Maison du roi , et il y fait des prodiges de valeur. Le comte de Noailles, qui pendant toute la bataille voulait porter lui-même un des drapeaux de son régiment, eut deux chevaux tués sous lui. Il est devenu maréchal de France sous le nom de duc de Mouchy. Le régiment acheve la campagne de 1743 en Alsace et retourne prendre ses quartiers d'hiver à Verdun.
En 1744, il se rend à Valenciennes, où il sert de garde à Louis XV pendant le séjour qu'il fait dans cette ville. Il assiste, sans y prendre part, au siège de Menin, sert à ceux d'Ypres, de fort de la Knocque et de Furnes.

### Régiment de Custine (1744-1749)

Régiment de Custine
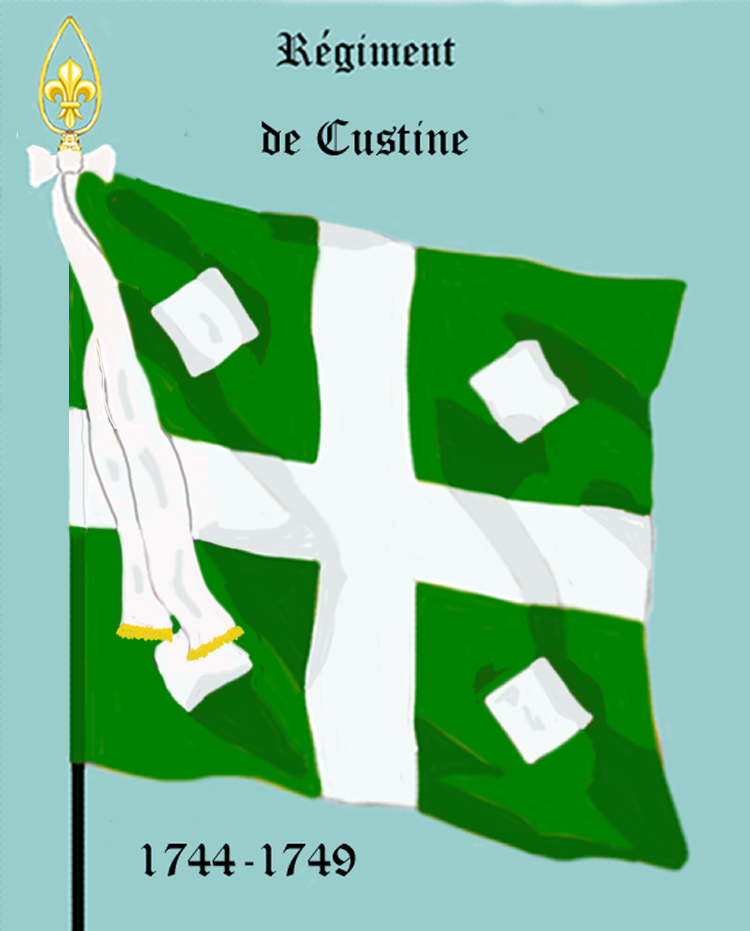

#### Guerre de Succession d'Autriche
Au mois de juillet 1744, sous le nom de « régiment de Custine » , il passe en Alsace, combat à Augenheim, et termine la campagne devant Fribourg, où ses grenadiers eurent les éloges et les gratifications du roi. C'est à ce siège que le colonel Marc Antoine marquis de Custines, au moment de monter à la tranchée avec les Gardes suisses, et interprétant le règlement à son avantage, voulut avoir le pas sur ces Gardes et être chef de tranchée, parce que les Gardes françaises n'étaient pas de service ce jour-là. Sa réclamation fut rejetée. La prise de Fribourg coûta 400 hommes au corps. Le régiment passe l'hiver à Fribourg .
En 1745, il fait encore campagne sur le Rhin, avant de prendre ensuite ses quartiers à Toul.
En 1746, il est appelé en Flandre et se trouva à la bataille de Raucoux.
En 1747, il sort de Namur pour se rendre au camp de Malines et ralliant ensuite la grande armée, il assiste sans combattre à la journée de Lauffeld, et se met en route pour aller devant Berg-op-Zoom. Après avoir monté deux gardes à ce siège, il est chargé, avec le régiment de Touraine, de faire celui du fort de Rowers (en) durant lequel une compagnie de grenadiers se fait écraser en repoussant une sortie le 30 août. Après la prise du fort, le régiment revient devant Berg-op-Zoom, et le 16 septembre, le 1er bataillon monte à l'assaut du bastion de droite, pendant que les deux autres gardent les lignes en avant du fort de Rowers (en) et font de fausses attaques sur d'autres ouvrages extérieurs. Il achève cette campagne par la prise des forts situés sur l'Escaut entre Berg-op-Zoom et Anvers, et, en faisant capituler le fort Frédéric-Henri. Le « régiment de Custine » passe l'hiver à Namur, où il lève un 4e bataillon.
En 1748 il participe au siège de Maastricht. Il est placé avec deux autres régiments au château de Rasen, sur la rive gauche de la Meuse, et devait contribuer à l'attaque de Wyck. Il y perd 20 hommes, enterrés par l'explosion d'une mine. Après la capitulation de Maastricht, le « régiment de Custine » est cantonné autour de Limbourg, et il rentre en France au mois d'octobre son quatrième bataillon est réformé à Saint-Quentin, et les trois autres se rendent à Sarrelouis.

### Régiment de Saint-Chamond (1749-1762)

Régiment de Saint-Chamond
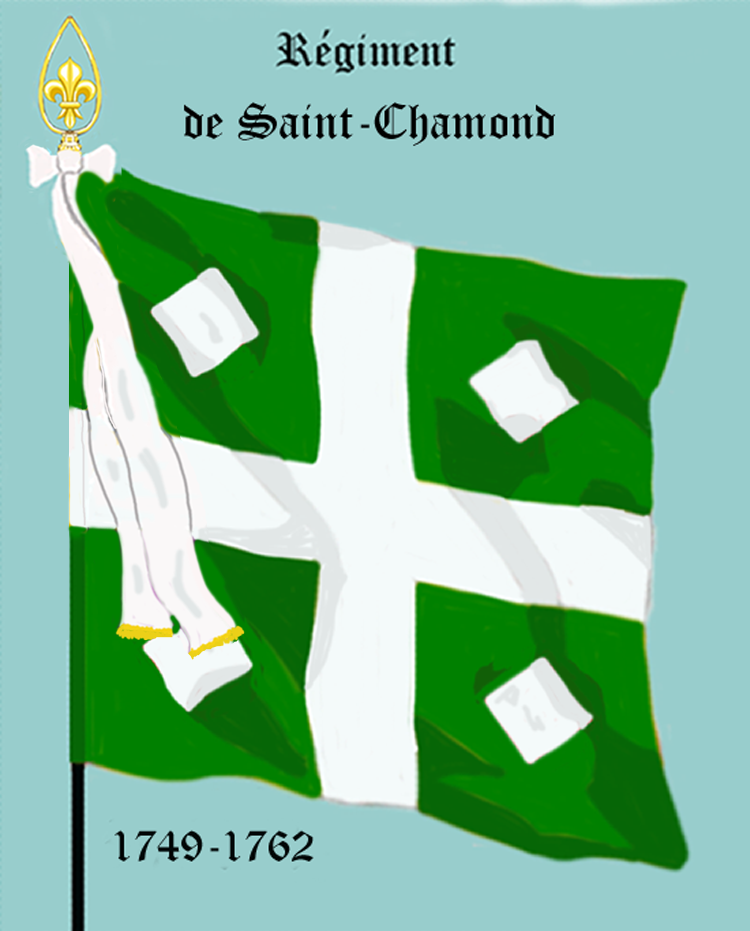

#### Période de paix
En février 1749, le régiment, qui venait de prendre le nom de « régiment de Saint-Chamond », arrive à Metz, où le 3e bataillon est à son tour réformé. Il retourne ensuite à Sarrelouis, et il occupe ensuite les garnisons de Landau en octobre 1750, de Huningue en octobre 1751, de Mont-Dauphin en octobre 1752, d'Embrun, de Grenoble et du fort Barraux en 1753, de Perpignan, de Collioure et de Mont-Louis en 1754. Il se rend à Toulon en 1756 et devait s'y embarquer pour l'expédition de Minorque, mais quand il y arriva, l'armée avait profité d'un vent favorable et était partie. Il est alors envoyé dans le Vivarais, d'où il se mit en route pour Nantes au début de l'année 1757. A son passage à Angoulême, 13 mai 1757, il reçoit l'ordre de se diriger sur Strasbourg pour rejoindre l'armée du maréchal de Soubise pour être engagé dans la guerre de Sept Ans.

#### Guerre de Sept Ans
Cette même année, le « régiment de Saint-Chamond » prit part à toutes les opérations de cette campagne. Il se distingue particulièrement à la défense du pont de Weissenfels, le 30 octobre. Les Prussiens s'étant présentés en face de cette ville, elle est évacuée sur-le-champ par les troupes françaises. Les 2 compagnies de grenadiers du régiment, chargées de faire l'arrière-garde, étaient vivement pressées au passage du pont, dont l'ennemi voulait s'emparer. Les grenadiers leur tinrent tête pendant 20 minutes, donnant ainsi le temps d'incendier le pont et franchirent celui-ci à travers les flammes, au moment où il allait s'écrouler. La bataille de Rossbach termina cette campagne. Le régiment y appuyait sa droite à la gauche du régiment de Piémont et il y perdit 400 hommes. Les débris du régiment se retirèrent à Düsseldorf
En 1758, il rentre en France, et sont dirigés sur Lille ou ils arrivent le 18 avril. Quatre jours après on les fait partir pour Coutances. Les descentes que les Anglais exécutèrent sur plusieurs points forcent le corps à tenir  la campagne jusqu'à l'automne. La bataille de Saint-Cast dégoûta enfin les Anglais de ces tentatives, et le régiment put se retirer à Alençon et s'y refaire .
En mars 1759, il va à Belle-Île-en-Mer d'où il passe à Brest en octobre 1760, à Morlaix et au Conquet en avril 1761, et à Hennebont en décembre.

### Régiment de Rosen (1762-1762)

Régiment de Rosen
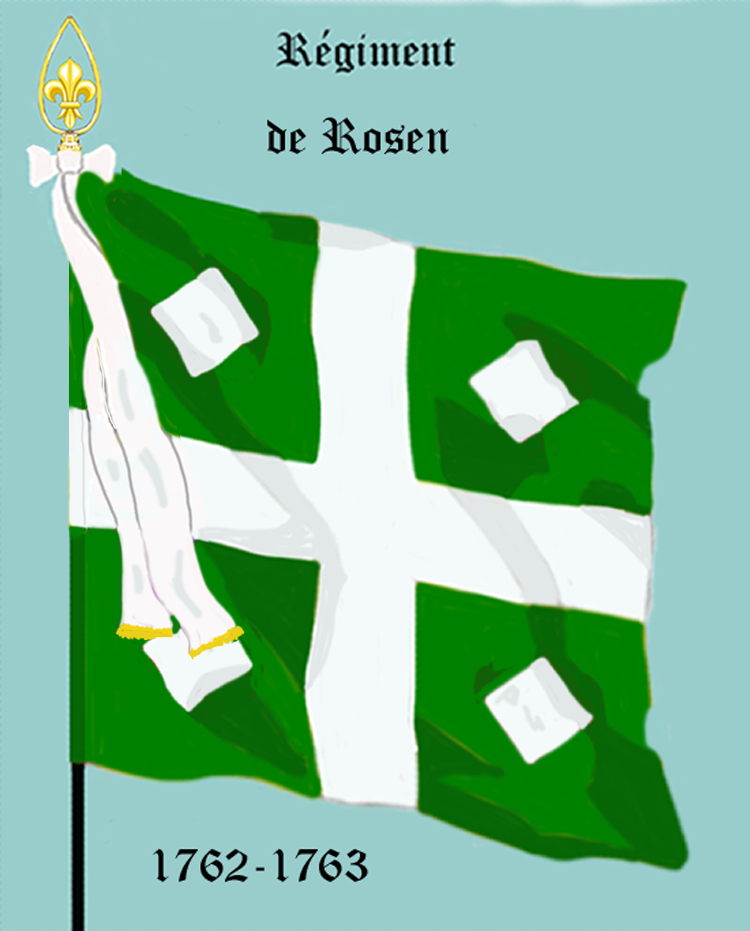

#### Période de paix
En 1762, devenu « régiment de Rosen », il parcourt les garnisons de Saint-Jean-d'Angély, La Rochelle et l'île de Ré. C'est dans cette île qu'il prend, par suite de l'ordonnance du 10 décembre 1762, le titre de la province de Dauphiné, déjà porté antérieurement par deux autres régiments, et conserve ses deux bataillons.
L'ordonnance arrête également l'habillement et l'équipement du régiment comme suit :
Habit, veste et culotte blancs, parements, revers et collet cramoisis, pattes en demi-écusson garnies de  sept boutons, trois en hauteur de chaque côté et un à la pointe, trois sur la manche, quatre au revers et quatre en dessous : boutons jaunes plats, avec le no 21. Chapeau bordé d'or.

### Régiment de Dauphiné (1762-1791)

Régiment de Dauphiné
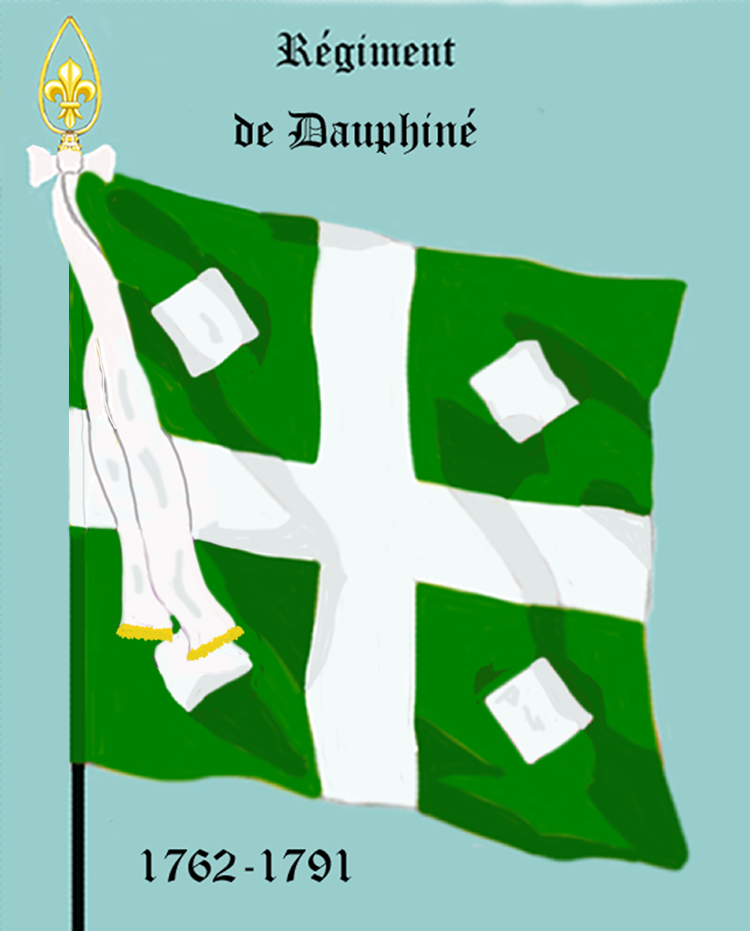
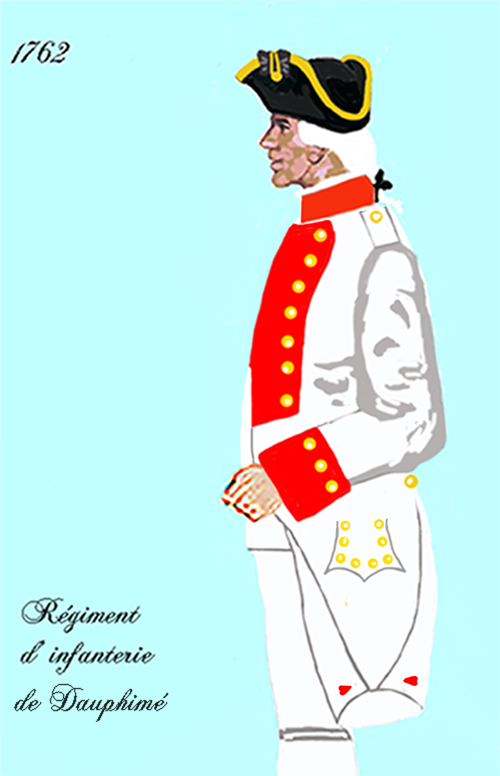
de 1762 à 1776

#### Période de paix
En mai 1763, le « régiment de Dauphiné » se rend au Havre, il passe à Brest en novembre 1764, à Bergues en novembre 1767, à Belfort en novembre 1768, à Phalsbourg et Fort-Louis en juin 1769. En 1770 il part pour la Corse , où il débarque le 4 septembre. Revenu sur le continent en juin 1774, il reste à Toulon jusqu'en mai 1775 et se rend alors à Antibes et Monaco. Il est rappelé à Toulon en octobre 1775, et il va depuis à Aix en août 1776 , à Nîmes en novembre 1776, à Briançon en octobre 1777, à Grenoble en novembre 1778, à Briançon en mars 1781, à Toulon et Marseille en février 1783. 
Il avait fourni un détachement pour la garnison des vaisseaux, pendant les trois dernières campagnes de la guerre d'Amérique, et, en 1782, pendant les troubles de Genève, il avait été un instant cantonné dans le pays de Gex.

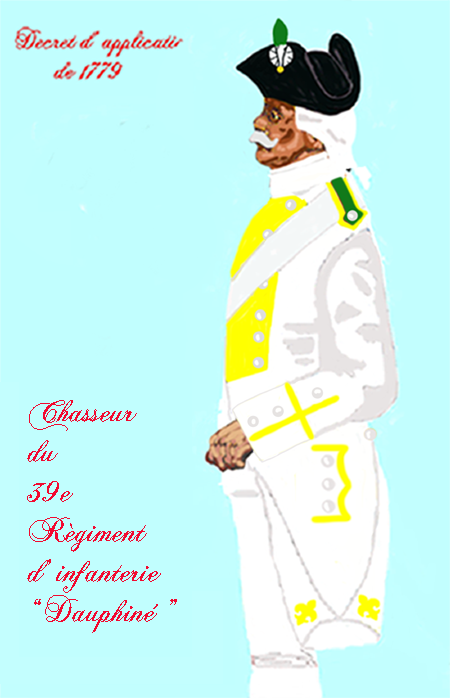
Chasseur du régiment de Dauphiné de 1779 à 1791

#### Révolution française
Le « régiment de Dauphiné » se trouve réuni à Toulon en octobre 1787, et il est encore dans cette ville lors de l'émeute du 30 novembre 1789, où les amis de la liberté, irrités par l'imprudence de quelques officiers de la flotte, qui avaient affecté de mettre des cocardes noires à leurs chapeaux, s'emparèrent des postes et mirent en prison le comte Albert de Rions, commandant de la marine. Le régiment, dans cette pénible circonstance, agit avec beaucoup de calme et de modération, ce qui lui valut, de la part du parti royaliste, de grossières injures et l'absurde accusation d'avoir encouragé les excès de la populace toulonnaise. Il ne lui fut pas difficile de se justifier, car il était alors commandé par le marquis de Mac-Mahon, et il produisit un certificat du comte de Rions, qui attestait sa discipline et son zèle pour le bon ordre. Une occasion se présenta bientôt de montrer qu'il avait été calomnié. Le 11 août 1790, une bande de la plus sordide canaille de Toulon s'emparait de M. de Castelet, commandant en second de la marine, et voulait sacrifier cet officier,. M. de Castelet ne dut la vie qu'au courage de quelques soldats des « régiments de Dauphiné » et de Barrois, qui luttèrent pendant une heure contre une foule furieuse, et qui parvinrent enfin à faire entrer la victime dans le jardin de l'hôpital. Pendant ce temps, la générale battait dans la ville, les deux régiments couraient aux armes et force restait à la loi.

### ci-devant Dauphiné

Fusilier du ci-devant Dauphiné
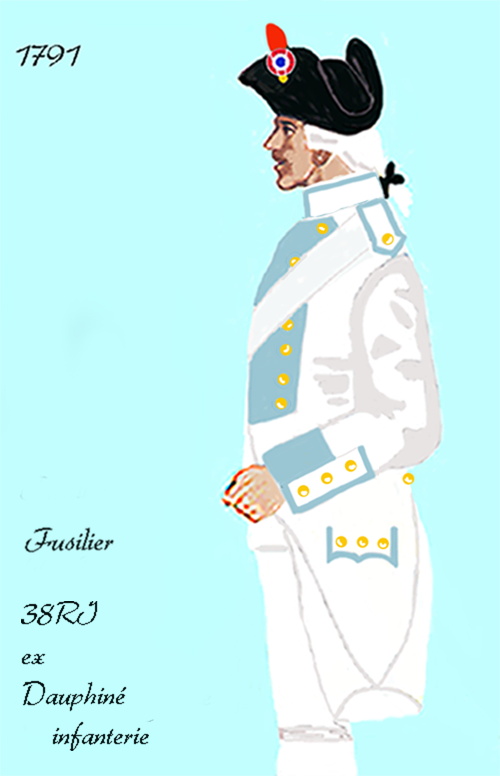

### 38erégiment d'infanterie de ligneci-devant Dauphiné
- Fusilier du 38e régiment d'infanterie de ligne ci-devant Dauphiné

#### Révolution française
L'ordonnance du 1er janvier 1791 fait disparaître les diverses dénominations, et les corps d'infanterie ne sont désormais plus désignés que par le numéro du rang qu'ils occupaient entre eux. Ainsi, 101 régiments sont renommés. Les régiments sont toutefois largement désignés avec le terme ci-devant, comme 38e régiment d'infanterie ci-devant Dauphiné.
Au commencement de 1791, le régiment venait de quitter Uzès, où il était depuis six mois et où il avait lié amitié avec les habitants, pour se rendre à Nîmes. Le 14 février, des troubles éclatent à Uzès. Dans cette circonstance, les soldats, dictés par leurs sympathies et tenus en méfiance par l'émigration d'une partie des officiers, décident qu'ils agiront seuls. 230 hommes quittent Nîmes et volent au secours de leurs
amis d'Uzès. Les officiers les suivent et veulent user de sévérité. Il en résulte une insurrection complète. Les soldats se forment en une société particulière qui bientôt n'obéit plus à rien et résiste même aux décrets de l'Assemblée. La moitié de l'année 1791 se passe dans ce désordre. Enfin le régiment se soumet, au mois d'octobre, à l'ordre du ministre, qui l'envoyait à Belfort.

#### Guerres de la Révolution
Au commencement de la guerre , en avril 1792, le 2e bataillon est dirigé sur Sedan, tandis que le 1er bataillon demeure à Belfort jusqu'au mois d'août ou il se rend alors à Besançon, et plus tard au camp de Bourgoin, où le général de Montesquiou assemble l'armée qui allait conquérir la Savoie.
1er bataillon
En 1793, le 1er bataillon passe, de l'armée des Alpes à celle des Ardennes, et fait, sous le commandement du général Jourdan, cette campagne et une partie de celle de 1794. Incorporé alors dans l'armée de la Moselle, il se distingue, en novembre, au combat de Blascheid, sur la route de Luxembourg à Liége.

Le 1er messidor de l'an III (19 juin 1795), le 1er bataillon du 38e régiment d'infanterie de ligne ci-devant Dauphiné est amalgamé avec le 1er bataillon de volontaires des Vosges et le 17e bataillon de volontaires de la Côte-d'Or pour former la 75e demi-brigade de première formation.
2e bataillon
Le 2e bataillon, pendant l'invasion de la Champagne, est appelé de Sedan au camp de Châlons. Après la déroute des Prussiens, il tient garnison à Givet, et il passe en 1793 en Vendée. Après la bataille de Savenay, il est dirigé sur l'armée du Nord.

En 1794, le 2e bataillon du 38e régiment d'infanterie de ligne ci-devant Dauphiné est amalgamé avec le 9e bataillon des Fédérés Nationaux et le 10e bataillon de volontaires de la Seine-Inférieure  pour former la 76e demi-brigade de première formation.
Ainsi disparaît pour toujours le 38e régiment d'infanterie ci-devant Dauphiné, partageant le sort de tous ces vieux régiments qui depuis deux siècles avaient défendu si intrépidement la patrie contre toutes les coalitions.